# اواوکو (مجموعه تلویزیونی ۱۹۸۳)
اواوکو (به ژاپنی: 大奥 Ōoku)، یک مجموعه تلویزیونی ژاپنی جیدایگکی محصول ۱۹۸۳ است.

## زمینه
داستان در کل دوره ادو در اواوکو اتفاق می‌افتد و داستانی است که در پس زمینه ای از واقعیت تاریخی قرار دارد.
اوکو جایی بود که هزاران زن برای یک شوگون از شوگون‌سالاری توکوگاوا کار می‌کردند یا بخشی از قلعه ادو بود که خانم‌ها در آن زندگی می‌کردند.

## بازیگران

### توکوگاوا شوگان و مردم اوکو
- کوماکی کوری هارا به عنوان اوایو (قسمت ۱–۳٬۵۰٬۵۱)
- تومیسابورو واکایاما به عنوان توکوگاوا ایه‌یاسو (قسمت ۱–۲)
- کاتسوئو ناکامورا به عنوان توکوگاوا هیده‌تادا (قسمت ۱–۳٬۸)
- ماسایا اوکی به عنوان توکوگاوا ایه‌میتسو (اپیزود ۳–۸٬۱۰٬۱۱،13)[۱]
- Naoko Otani / میساکو واتانابه به عنوان کاسوگا نو تسوبونه
- میکو تاکامینه در نقش سوسینی
- هاروکو کاتو به عنوان سن هیمه (قسمت ۱۴–۱۶)
- ماتسوکو کوسابوئه در نقش آسوکای (قسمت ۱۴–۱۶)
- Ken Tanaka در نقش توکوگاوا ایه‌تسونا (قسمت ۱۴–۱۶)
- ماساهیکو تسوگاوا به عنوان توکوگاوا تسونایوشی (قسمت ۱۸–۲۰٬۲۲٬۲۳٬۲۵٬۲۶)
- یوکو تسوکاسا در نقش نوبوکو (قسمت ۱۸٬۱۹٬۲۱،۲۳٬۲۵٬۲۶)
- میکو کاجی به عنوان Uemonnosuke no Tsubone (قسمت ۲۲٫۲۳)
- شیگرو تسویوگوچی به عنوان توکوگاوا ایه‌نوبو (قسمت ۲۶–۲۹)
- آیومی ایشیدا / Kyoko Enami به عنوان Gekkoin
- ایسوزو یامادا در نقش یوری (قسمت ۳۳٬۳۴)
- تاکشی کاگا در نقش توکوگاوا یوشیمونه (اپیزود ۳۱–۳۷٬۳۹)
- توشیوکی هوسوکاوا به عنوان توکوگاوا ایه‌هارو
- تتسورو تامبا به عنوان توکوگاوا ایه‌ناری (قسمت ۴۳)
- گاکو یاماموتو به عنوان توکوگاوا یوشینوبو

### دیگران
- آکیکو کویاما به عنوان یودو دونو (اپیزود۱)
- Kenichi Kaneda به عنوان توکوگاوا تاداناگا
- ایتارو اوزاوا به عنوان توکوگاوا میتسوکونی
- میکیجیرو هیرا به عنوان ماتسودایرا نوبوتسونا (قسمت ۱۴)
- شیگرو کویاما در نقش ساکای تاداکیو (قسمت ۱۸)
- تاکاهیرو تامورا در نقش Makino Narisada (اپیزود ۲۰)
- آکیرا کومه در نقش آندو تسوشیما
- Teruhiko Aoi (قسمت ۱۸٬۱۹٬۲۲٬۲۵٬۲۶)
- سو یامامورا به عنوان آرای هاکوسکی (قسمت ۲۷–۲۹)
- Shigeru Amachi به عنوان مانابه آکیفوسا (قسمت ۲۷٬۲۸، ۳۱–۳۴)
- یووشیو اینابا در نقش Arima Ujinori (اپیزود ۳۷)
- کوجیرو هونگو به عنوان Ōoka Tadasuke (اپیزود ۳۹)
- تروهیکو سایگو به عنوان آبه ماساهیرو (قسمت ۴۵)
- آسائو کوئیکه به عنوان ای نائوسوکه
- ماتسوکاتا هیروکی به عنوان ناکامورا هانجیرو (قسمت ۵۰٬۵۱)

### شخصیت‌های تخیلی
- کیکو تاکاهاشی در نقش اوهاتسو
- یوکو نوگیوا در نقش اوتووا (اپیزود ۱۷)
- میساکو تاناکا در نقش اوکین
- کانتارو سوگا در نقش سکینه روکوبی
- میئکو هارادا به عنوان تاکیگاوا
- کومی میزونو در نقش ساکون (قسمت ۳۸)
- شینجیرو اهارا به عنوان Yamauchi Iganosuke
- هیروشی کویزومی (قسمت ۴۶)
- رنجی ایشی باشی در نقش گینزو (قسمت ۴۶)
- Yutaka Nakajima در نقش آواشیما (قسمت ۵۰٬۵۱)